# 237 a. C.
El año 237 a. C. fue un año del calendario romano prejuliano. En el Imperio romano se conocía como el año 517 ab urbe condita.

## Acontecimientos
- Consulados de Lucio Cornelio Léntulo Caudino y Quinto Fulvio Flaco en la Antigua Roma.[1]
- Tras el desembarco de Amílcar Barca en Gades, comienza la conquista cartaginesa de la península ibérica.
- En virtud del tratado de paz con Cartago, Roma obtiene el dominio de Cerdeña.[2]
- El general cartaginés Amílcar Barca (que había sido derrotado en Sicilia) inicia la conquista de la península ibérica. Lo acompañan Asdrúbal, su yerno, y su hijo Aníbal.[2]